# Товарна продукція
Това́рна проду́кція — вартість всієї продукції, виробленої підприємством і призначеної для реалізації на сторону або для власних невиробничих потреб.
До складу товарної продукції промислових підприємств включається вартість готових виробів, вироблених як із власного матеріалу, так і з матеріалу замовника, прийнятих ВТК, зданих на склад та призначених для реалізації; вартість напівфабрикатів власного виробництва, що відпускаються на сторону, і вартість робіт промислового характеру, які виконуються за замовленнями сторонніх організацій і для власних непромислових потреб.
Товарна продукція - обсяг тієї частки продукції підприємства у грошовому виразі, яка відповідає технічним умовам (ТУ) та призначена для реалізації споживачам і для непромислових потреб свого підприємства. Відрізняється від валової тим, що до її складу не входить вартість продукції власного виробництва для подальшої переробки чи використання на цьому самому підприємстві, а також вартість залишків незавершеного виробництва.

## Джерело
- Велика радянська енциклопедія